# Théza
Théza (em catalão:  Tesà) é uma comuna francesa na região administrativa da Occitânia, no departamento dos Pirenéus Orientais. Estende-se por uma área de 4.83 km², e possui 2.084 habitantes, segundo o censo de 2018, com uma densidade de 430 hab/km².